# Naturschutzgebiet Röhr nördlich Hachen
Das Naturschutzgebiet Röhr nördlich Hachen mit 8,8 ha Flächengröße liegt nordwestlich von Hachen im Stadtgebiet von Sundern und im Hochsauerlandkreis. Das Gebiet wurde 2019 mit dem Landschaftsplan Sundern durch den Kreistag des Hochsauerlandkreises als Naturschutzgebiet (NSG) ausgewiesen. Vorher war das heutige NSG ab 1993 als Teil vom Landschaftsschutzgebiet Röhrtal nördlich von Hachen ausgewiesen. Das NSG-Gebiet gehört seit 2004 zum FFH-Gebiet Röhr (DE-4513-303). Das NSG geht von der östlichen Ortslage von Hachen bis zur Stadtgrenze nach Arnsberg. Nördlich grenzt direkt das Naturschutzgebiet Wolfsbeil an.

## Beschreibung
Das LSG umfasst die Röhr und die dortige Flussaue. Im NSG hat die Röhr eine steinige Gewässersohle, Kiesbänke und bis drei Meter hohe Steilwände. An den Ufern befinden sich streckenweise Hochstaudenfluren und extensiv genutztes Weidegrünland. Der Fluss selbst wird auf dem überwiegenden Teil der festgesetzten Strecke von Ufergehölzen aus Erlen und Weiden gesäumt. Im NSG befindet sich teils eine reich ausgebildeten Unterwasservegetation und nahezu alle geomorphologischen Strukturelementen naturnaher Fließgewässer im Sauerland. Der Landschaftsplan führt zum NSG aus: „...nimmt einen hervorragenden Platz beim Aufbau eines landesweiten Biotopverbundes ein und ist zudem ein bedeutender Refugialraum von Artengemeinschaften naturnaher Fließgewässer.“

## Schutzzweck
Laut Landschaftsplan erfolgte die Ausweisung zur:
- „Erhaltung und Entwicklung eines naturnahen Flussabschnittes mit seinen Gewässerstrukturen und Artengemeinschaften;“
- „Sicherung der Kohärenz und Umsetzung des Europäischen Schutzgebietssystems Natura 2000.“
- „Das NSG dient auch der nachhaltigen Sicherung von besonders schutzwürdigen Lebensräumen nach § 30 BNatSchG und von Vorkommen seltener Tier- und Pflanzenarten.“[1]